# Stadio Atleti Azzurri d'Italia
 (août 2024).
Si vous disposez d'ouvrages ou d'articles de référence ou si vous connaissez des sites web de qualité traitant du thème abordé ici, merci de compléter l'article en donnant les références utiles à sa vérifiabilité et en les liant à la section « Notes et références ».
Le Stadio Atleti Azzurri d'Italia (le stade Athlètes bleus d'Italie), nommé le Gewiss Stadium depuis juillet 2019 pour des raisons commerciales (et Estadio di Bergamo en compétitions UEFA), est un stade de footbal de Bergame avec une capacité de 23 439 places assises. C'est le domicile de l'Atalanta Bergame.